# Coquillettidia neivai
Coquillettidia neivai är en tvåvingeart som först beskrevs av Lane och Antonio Xavier Pereira Coutinho 1940.  Coquillettidia neivai ingår i släktet Coquillettidia och familjen stickmyggor. Inga underarter finns listade i Catalogue of Life.